# سی‌کی هاتچینسون
سی‌کی هاتچینسون (انگلیسی: CK Hutchison Holdings) شرکت خوشه‌ای هنگ کنگی است، که در سال ۱۹۵۰ تأسیس شد.